# Rue de Blaye
La rue de Blaye est une ancienne voie des entrepôts de Bercy, dans le  12e arrondissement de Paris, en France.

## Origine du nom
Le nom de cette rue fait référence au vin de Blaye, un vin rouge français d'appellation d'origine contrôlée produit dans le vignoble du Blayais et du Bourgeais, près de Blaye, une des subdivisions du vignoble de Bordeaux.

## Situation
Parallèle à la rue de Dijon, cette voie des entrepôts de Bercy débutait rue du Port-de-Bercy et se terminait rue de Pommard.

## Historique
Cette rue a été ouverte en 1878.
Elle disparait vers 1993 lors de la démolition des entrepôts de Bercy dans le cadre de l'aménagement de la ZAC de Bercy.
Son emplacement est désormais occupé par la partie du parc de Bercy située entre les rues Joseph-Kessel, de Pommard, de Bercy, le boulevard de Bercy et le quai de Bercy.